# Alessio Ascalesi
Alessio Ascalesi (Afragola, 22 de octubre de 1872 – Nápoles, 11 de mayo de 1952) fue un cardenal y arzobispo católico italiano nombrado por el Papa Benedicto XV.

## Biografía
Nació en Casalnuovo (hoy comuna de Casalnuovo di Napoli, en esa época era un poblado de la comuna de Afragola que se llamaba Arcora) el 22 de octubre de  1872, estudié en el seminario de Spoleto y fue ordenado sacerdote de la Congregación de los Misioneros de la Preciosísima Sangre el 8 de junio de 1895.
Después de haber sido por unos años amadísimo párroco prior en Montefalco (Pg), donde hasta el final de sus días le gustaba pasear por concentración espiritual y descanso, el 29 de abril de 1909 fue nombrado obispo de Muro Lucano y, el 19 de junio de 1911, trasferido a la sede de Sant'Agata de' Goti.
El 9 de diciembre de 1915 fue promovido a ser arzobispo de Benevento.
El Papa Benedicto XV lo elevó al rango de cardenal en el consistorio del 4 de diciembre de 1916.
El 7 de marzo de 1924 fue promovido como arzobispo de Nápoles. Para poder ocuparse mejor de los asuntos religiosos de la ciudad, le fue confiado un secretario particular, monseñor Giuseppe Gennaro Antonio Torre (Nápoles, 4 de febrero de 1894 - Nápoles, Chiaia 24 de febrero de 1955. Párroco de la iglesia de San José en Chiaia).
Murió el 11 de mayo de 1952 a la edad de 79 años; su cuerpo reposa en la basílica de la Coronada Madre del Buen Consejo en Capodimonte.
En Nápoles llevan su nombre un hospital y el seminario mayor de la arquidiócesis. Una calle lleva su nombre en Roma y, en San Marco dei Cavoti (Provincia de Benevento), una placa recuerda su cuarto de estancia en el noble palacio Jelardi.

## Otros proyectos
- Wikimedia Commons alberga una categoría multimedia sobre Alessio Ascalesi.

| Predecesor: Raffaele Capone, C.SS.R.   | Obispo de Muro Lucano 29 de abril de 1909 - 19 de junio de 1911                  | Sucesor: Giuseppe Scarlata     |
| Predecesor: Ferdinando Maria Cieri     | Obispo de Sant'Agata de' Goti 19 de junio de 1911 - 9 de diciembre de 1915       | Sucesor: Giuseppe de Nardis    |
| Predecesor: Benedetto Bonnazzi, O.S.B. | Arzobispo metropolitano de Benevento 9 de diciembre de 1915 - 7 de marzo de 1924 | Sucesor: Luigi Lavitrano       |
| Predecesor: Antonio Vico               | Cardenal presbítero de San Calixto 7 de diciembre de 1916 - 11 de mayo de 1952   | Sucesor: Marcello Mimmi        |
| Predecesor: Michele Zezza di Zapponeta | Arzobispo de Nápoles 7 de marzo de 1924 - 11 de mayo de 1952                     | Sucesor: Marcello Mimmi        |
| Predecesor: William Henry O'Connell    | Cardenal protopresbítero 22 de abril de 1944 - 11 de mayo de 1952                | Sucesor: Michael von Faulhaber |

- Datos: Q1352475
- Multimedia: Alessio Ascalesi / Q1352475